# 김수철 (가수)
김수철(金秀哲, 1957년 4월 7일 ~ )은 대한민국의 가수, 기타리스트, 작사가, 작곡가, 편곡가, 밴드 리더, 음악 프로듀서, 방송인, 영화배우이다.

## 생애
70년대 말, 대학 그룹 〈작은거인〉으로 대중앞에 나타나 작은 체구에 열정적인 사운드와 무대 매너로 많은 팬들을 열광시켰고, 80년대에는 솔로 가수로서 수많은 히트곡으로 절정의 인기를 누렸다.
다양한 장르의 음악들을 시도하며, 영화음악, 국악작곡집, 무용음악, 드라마음악, 팔만대장경음악, 86 아시안게임 음악, 88 올림픽 음악, 2002 한일월드컵 개막식 등의 국제적인 행사음악 작곡과 음악 감독을 통하여 독보적인 그의 음악세계를 구축하여 온 김수철
작곡가이자, 가수이자, 연주인이자, 음악감독이자, 문화위원이자, 국악인이기도 한 김수철 딱히 그 어느 하나의 명칭만으로는 묘사할 수 없는 음악인 김수철 그는 우리 음악사에 길이 남을 진정한 '작은거인'이라 하겠다.

## 활동
- 1978년 록 밴드 작은 거인
- 1984년 이용과 함께 활동
- 1980년대 후반 이후 솔로 가수로 활동

## 학력
- 장충중학교 (졸업)
- 용산철도고등학교 (졸업)
- 광운대학교 전자통신공학과 (졸업)
- 건국대학교 행정대학원 행정정책과정 (수료)

## 작품

### 디스코그래피
- 1집 - 못다 핀 꽃 한 송이
- 2집 - 젊은 그대
- 3집 - 생각나는 사람
- 4집 - 못 잊을 사람
- 5집 - 안타까워

### 광고
- 1984년 해태아이스크림 영스타
- 1984년 아남전자 아남 나쇼날 홀리데이
- 1985년 오뚜기 청보 곱배기 라면 (feat. 이주일)
- 1990년 삼성전자 르네상스 미니미니

### 영화
- 《고래사냥》(1984)

## 경력

### 음악상 수상 경력
- 2010 제6회 제천국제음악영화제 영화음악상
- 1995 제7회 춘사영화상 음악상
- 1995 제33회 대종상 음악상
- 1994 제15회 청룡영화상 기술상(음악)
- 1993 제13회 한국영화평론가협회상 음악상
- 1991 제11회 한국영화평론가협회상 음악상
- 1989 제11회 대한민국무용제 음악상

### 가수상 및 작곡상 수상 경력
- 2004 서울가요대상 공연 LIVE상
- 2003 부산 국제 락 페스티벌 공로상
- 1986 KBS 10대 가수상, 중앙일보 '음악세계' 인기 기타리스트 상
- 1985 MBC 10대 가수상 / KBS 10대 가수상, 한국예술프로덕션 가배상
- 1984 KBS 가수왕 상/KBS 10대 가수상 / KBS PD상, MBC 10대가수상/제20회 백상예술상 영화부문, 신인상(고래사냥) / 외신기자상 외 다수
- 1981 서울국제가요제 작곡 입선 (모두 다 사랑하리)
- 1980 서울국제가요제 작곡 입선 (변덕스런 그대)
- 1979 서울국제가요제 작곡 입선 (행복)
- 1978 전국대학축제 경연대회 : 그룹 [작은거인], '일곱색깔무지개' 로 그룹 부문 대상

## 기타 활동

### 행사음악 작곡
- 2012 2012 여수 EXPO 개막식, 전시음악 작곡
- 2011 KBO한국프로야구30주년 기념음악 작곡
- 2010 G20 정상회의 영상음악감독 및 작곡
- 2009 '서울빛축제' 음악감독 및 작곡
- 2005 제25회 장애인 전국체전 개, 폐막식 음악감독 / 작곡
- 2002 2002 한일월드컵 개막식 음악감독 및 작곡
- 2001 2002 한일월드컵 조추첨 음악감독 및 작곡
- 1997 동계유니버시아드대회 개막식 음악감독 및 작곡
- 1993 대전 EXPO 개막식 음악감독 및 작곡
- 1988 서울올림픽 전야제 음악감독 및 작곡
- 1986 아시안게임 전야제 음악감독 및 작곡

### 영상감독
- 2012 배병우 사진 '바다' 영상감독 및 작곡 (여수엑스포 개막식 전시, 상영)
- 2010 배병우 사진 '소나무' 영상감독 및 작곡 (C20 개막식)

### 문화 전문위원
- 2012~2014 2014 인천 아시안 게임 개, 폐막식 자문위원
- 2006~2009 국립국악원 자문위원
- 2006 국립국악원 국가의식음악 심사위원
- 2004~2014 서울가요대상 심사위원
- 2003~2004 대한올림픽위원회 문화위원
- 2001~2002 2002 한일월드컵 문화전문위원
- 1996 국회개원50주년 기념 기록영화 제작 자문위원<기타산조 작곡 및 공연>

### 기타산조 작곡 및 공연
- 2013 거장의 재발견 국립극장 공연 (기타산조와 사물놀이)
- 2009 MBC 난장 100회 특집 (기타산조와 사물놀이)
- 2007 30주년 기념 콘서트 (세종문화회관 대극장)
- 2006 EBS 국제다큐멘터리 페스티발 시상식
- 2004 ITU총회 (아시아텔레콤) 전야제 : (부산 벡스코)
- 2002 전주 세계소리축제 : (솔로 및 김덕수장고와 듀오)
- 2002 제57주년기념 UN의날 특별공연 : (뉴욕UN본부 총회의장, 코피아난 사무총장 및 전세계 대사관 참석)
- 2002 2002 한일월드컵 개막식 : (상암경기장)
- 1998 김대중 대통령 취임식 (기타산조와 사물놀이, 국회의사당광장)
- 1997 동계유니버시아드대회 개막식 : (무주 리조트)
- 1996 아시아문화연구학회 (전 미국대학교수협회) (기타산조와 사물놀이, 하와이대학 강당)
- 1995 덕수궁 청소년 음악회 : (기타산조 솔로)
- 1993 대전 EXPO 개막축제 : (기타산조와 사물놀이)
- 1991 남, 북한 최초의 문화체육 교류행사 (기타산조와 사물놀이, 세종문화회관대극장)1988 서울올림픽전야제 (기타산조와 사물놀이, 현대 타악기)1990. 노태우 대통령 최초의 일본 공식방문 문화사절단 (기타산조, 오사카)
- 1986 서울아시안게임 전야제 : 김수철 '기타산조' 작곡 최초의 공연 (기타산조와 사물놀이)

## 주요 작곡 활동

### 영화음악 작곡
- 2015 [화장] 외 다수
- 2011 달빛 길어 올리기
- 2010 구르믈 버서난 달처럼
- 1996 축제1993서편제
- 1987 칠수와 만수
- 1984 고래사냥1

### 무대음악 작곡
- 2005 현대무용 [나!심청]음악 외 다수
- 2002 한일월드컵 개막식 : 현대무용, 한국무용 음악
- 1997 동계 유니버시아드 대회 개막식 : 현대무용 음악
- 1989 제11회 대한민국무용제 대상 수상작 [불림소리]
- 1988 서울올림픽 전야제 : 현대무용, 한국무용 음악
- 1987 제9회 대한민국무용제 대상작 [0의세계]

### TV드라마 음악 작곡
- 2008 KBS TV 52부작 만화영화 《삼국쥐전》 외 다수
- 2005 MBC TV 다큐멘터리 《팔만대장경》
- 2003 MBC TV 아리랑특별기획 다큐멘터리 4부작 《예맥》
- 2002 KBS TV, 아리랑 TV 다큐멘터리 《동행》
- 1991 MBC TV 드라마 《형》
- 1991 MBC TV 드라마 《사랑이 뭐길래》
- 1990 KBS TV 만화영화 《날아라 슈퍼보드》
- 1989 KBS TV 대하드라마 《역사는 흐른다》
- 1986 KBS TV 대하드라마 《노다지》

### 뮤지컬 음악 작곡
- 1996 고래사냥
- 1995 우리집 식구는 아무도 못말려

## 수상 목록
- 2024년 제33회 하이원 서울가요대상 공로상

## 같이 보기
- 대한민국의 음악가 목록
- 조선민주주의인민공화국의 음악가 목록